# Tropicanus mexicanus
Tropicanus mexicanus är en insektsart som beskrevs av Keti Maria Rocha Zanol 1991. Tropicanus mexicanus ingår i släktet Tropicanus och familjen dvärgstritar. Inga underarter finns listade i Catalogue of Life.